# Me First and the Gimme Gimmes
Me First and the Gimme Gimmes é uma banda cover de punk rock californiano formada no ano de 1995 por integrantes de importantes bandas de punk rock da época, como Lagwagon, NOFX e No Use For A Name.
Os Gimme Gimmes tocam exclusivamente músicas covers, sendo a grande maioria sucessos de décadas passadas, principalmente as de 60 e 70. O repertório da banda passa por versões de clássicos de Simon & Garfunkel, Billy Joel, Beach Boys, John Denver, Whitney Houston, Bob Dylan, Beatles, Prince, temas de clássicos do cinema e do teatro(O Fantásma Da Ópera, O Mágico de Oz, Evita e músicas tradicionais de diversas culturas Auld Lang Syne (Marcha da Despedida, no Brasil), O Sole Mio e Hava Nagila (música judia).

## História
Em 1995, Fat Mike (NOFX), Joey Cape e Dave Raun (Lagwagon), Chris Shiflett (No Use For A Name na época e, atualmente, Foo Fighters) e Spike Slawson (Swingin' Utters) compartilharam o desejo de fundar uma banda apenas de covers de músicas antigas, e assim surgiu o Gimme Gimmes. No início, não estava nos planos deles lançar um álbum, a intenção era apenas tocar e aparecer em algumas coletâneas, como na compilação da Fat Wreck Chords (gravadora da banda e de propriedade de Fat Mike, baixista) denominada Fat Music Volume 1: Fat Music for Fat People, do mesmo ano. Desde então, os Gimme Gimmes já apareceram em diversas outras coletâneas e lançaram 7 álbuns, de Have A Ball (1997) a Love their Country (2006), somente com versões de músicas country.
A banda toca nos períodos em que suas bandas principais estão paradas.

## Integrantes
- Spike Slawson - vocal (baixista da banda Swingin' Utters)
- Joey Cape - guitarra, backing vocal (vocalista da banda Lagwagon)
- C.J. Ramone – baixo, backing vocal (dos Ramones)

Ex-membros
- Chris Shiflett - guitarra (guitarrista da banda Foo Fighters) [4]
- Fat Mike - baixo (baixista e vocalista da banda NOFX)
- Dave Raun - bateria (baterista da banda Lagwagon)

## Discografia

### Álbuns de estúdio
- Have a Ball (1997)
- Are a Drag (1999)
- Blow in the Wind (2001)
- Take a Break (2003)
- Love their Country (2006)
- Are we not men? We are DIVA! (2014)
- Blow it…at Madison’s Quinceañera! (2024)

### Ao vivo
- Ruin Jonny's Bar Mitzvah (2004)

### Compilações
- Have Another Ball (2008)
- Rake it In: The Greatestest Hits (2017)

### EP
- Turn Japanese (2001)
- Go Down Under (2011)
- Sing in japanese (2011)
- City of New Orleans (2017)
- Santa Baby (2018)

## Riffs emprestados de outras bandas
Me First and The Gimme Gimmes sao famosos por eventualmente utilizarem riffs famosos de guitarras de outras bandas punk rock.
- "Elenor" inicia com as primeiras notas de "London Calling" do grupo britânico The Clash.
- "Favorite Things" tem a melodia de início de "Generator" do Bad Religion.
- "San Francisco" começa com o riff inicial de "Stranger Than Fiction", também do Bad Religion.
- "Hava Nagila" utiliza uma pequena parte de "Come Out and Play" do grupo The Offspring.
- "The Longest Time" começa com a primeira parte de "Suspect Device" dos Stiff Little Fingers.
- "Sloop John B" tem toda a introducao de "Teenage Lobotomy" dos Ramones.
- "Save the Best for Last" tem a mesma introducao de "Pretty Vacant" dos the Sex Pistols.
- "Crazy" tem uma pequena introducao lembrando "Six Pack" do Black Flag.
- "On the Road Again" tem o riff de abertura de "Astro Zombies" do Misfits.
- "Superstar" utiliza a introducao de "Kids of the Black Hole" do grupo The Adolescents.
- "Hello" tem trechos que lembram "Solitary Confinement" do grupo The Weirdos'.
- "All My Loving" tem referências de "You Drive Me Ape (You Big Gorilla)" dos The Dickies.
- "Blowin' in the Wind" parodia a faixa bonus do álbum Punk In Drublic, do NOFX.
- "East Bound and Down" abre com o riff de baixo de "Love Song" do The Damned.
- "You've Got a Friend" tem a introducao da música "Blitzkrieg Bop" dos Ramones.
- "Sunday Morning Coming Down" tem a mesma levada de guitarras da versão do The Clash para a música "Police and Thieves" de Lee Perry.
- "I'll Be There" tem a mesma abertura de "Just What I Needed" do grupo The Cars.
- "I Still Miss Someone" foi baseada em "Los Angeles" do grupo X.
- "I Only Want to Be With You" tem basicamente o riff de "The Money Will Roll Right In" de Fang.
- "I'm So Lonesome I Could Cry" parodia a gaita de foles da introdução de "Cadence to Arms" do grupo Dropkick Murphys.
- "I'm Gonna Write a Song" utiliza o mesmo riff de abertura de "When Ya Get Drafted" dos the Dead Kennedys.
- "Isn't She Lovely" começa com a bateria de "Kings of the Wild Frontier" de Adam and the Ants, e o riff de guitarra de "Antmusic", da mesma banda.
- "Mahogany" usa o riff de guitara da abertura de "Richie Dagger's Crime" do The Germs.
- "Oh Girl" tem a mesma introducao de "Race Against Time" do GBH.
- Os assobios no final de "Different Drum" lembram a melodia de "Georgy Girl" dos "The Seekers".
- "Kekkon Shiyoyo" tem a mesma introdução de "Story of my Life", do grupo Social Distortion.
- "C-C-C" tem a intro de "Bloodstains" do Agent Orange.
- "speechless" tem a intro de "Sonic Reducer", dos Dead Boys
- "On the Radio" tem a mesma introdução de "Brickfield Nights", do grupo inglês The Boys
- "karma chameleon" tem a mesma introdução de "everybody's happy nowadays" do buzzcocks
- "Beautiful" se inicia com os mesmos acordes de "Superficial love", do grupo T.S.O.L.
- "The Longest Time" Inicia com riff de "Suspect Device" do grupo Stiff Little Fingers